# Plutarchia marginata
Plutarchia marginata (лат.) — вид наездников рода Plutarchia из семейства эвритомиды (Eurytomidae, Chalcidoidea). Индия (Kerala).

## Описание
Мелкие наездники (длина самок около 2 мм). Тело чёрное с несколькими коричневыми отметинами. От близких видов отличается следующими признаками: короткой широкой маргинальной жилкой, очень мелким первым тергитом и дорсально слитым со вторым тергитом. Проподеум со срединным килем.

## Таксономия
Вид был впервые описан в 1990 году по типовым материалам из Индии (Kerala).